# Xã Melrose, Michigan
Xã Melrose (tiếng Anh: Melrose Township) là một xã thuộc quận Charlevoix, tiểu bang Michigan, Hoa Kỳ. Năm 2010, dân số của xã này là 1.403 người.